# Ken Izawa (giocatore di football americano)
Ken Izawa (...) è un ex giocatore di football americano giapponese che ha giocato come offensive lineman.